# Хамитова, Юлия Ивановна
Ю́лия Ива́новна Хами́това (до 1994 — Бу́бнова) (род. 8 марта 1971, Казань) — советская и российская волейболистка, игрок женской сборной СССР (1990—1991). Чемпионка мира 1990, чемпионка России. Мастер спорта СССР международного класса (1990). Центральная блокирующая. 

## Биография
Юлия Бубнова родилась и начала заниматься волейболом в Казани. Первый тренер — А. В. Воробьёв. В 1988—1993 выступала за команды волейбольного клуба «Уралочка», в составе которых становилась чемпионкой России и призёром чемпионатов СССР и России. В 1993—2002 играла за команды Испании, Болгарии, Турции и Греции. В 2002 вернулась в Россию и на протяжении четырёх сезонов выступала за казанскую «Казаночку», а затем входила в тренерский штаб клуба из столицы Татарстана. В настоящее время — старший тренер молодёжной команды «Динамо-Казань».
В сборной СССР выступала в 1990—1991 годах. В её составе в 1990 стала чемпионкой мира и победителем Игр доброй воли. В 1991 принимала участие в «Гала-матчах» ФИВБ, в которых сборной СССР противостояла сборная «Звёзды мира».

## Игровая клубная карьера
- 1988—1991 —  «Уралочка»-2 (Свердловск);
- 1991—1992 —  «Уралочка» (Екатеринбург);
- 1992—1993 —  «Юнезис» (Екатеринбург);
- 1993—1995 —  «Мурсия»;
- 1995—1996 —  «Левски» (София);
- 1996—1997 —  «Галатасарай» (Стамбул);
- 1997—1998 —  «Бурса»;
- 2000—2001 —  «Пегассос» (Лариса);
- 2001—2002 —  «Филатлитик-Врилиссион» (Врилиссия);
- 2002—2006 —  «Казаночка» (Казань).

## Достижения

### С клубами
- бронзовый призёр чемпионата СССР 1991;
- чемпионка России 1992;
  - серебряный призёр чемпионата России 1993;
- победитель розыгрыша Кубка европейских чемпионов 1990;
  - двукратный серебряный призёр Кубка европейских чемпионов — 1991, 1995;
  - бронзовый призёр Кубка европейских чемпионов 1992;
- бронзовый призёр Кубка ЕКВ 1993;
- двукратная чемпионка Испании — 1994, 1995;
- чемпионка Болгарии 1996;
- бронзовый призёр чемпионата Греции 2002.

### Со сборной СССР
- чемпионка мира 1990;
- чемпионка Игр Доброй воли 1990.

## Источник
- Волейбол: Энциклопедия / Сост. В. Л. Свиридов, О. С. Чехов. — Томск: Компания «Янсон», 2001.